# Nathan Opoku
Nathaniel (Nathan) Opoku (Accra, 2 juli 2001) is een Ghanees voetballer die speelt als aanvaller. 
Hij staat sinds 2023 onder contract bij Leicester City en werd direct op huurbasis uitgeleend aan OH Leuven. Eerder sppeld Opoku voor Ventura Couny Fusion, uitkomend in de USL League Two, en het collegeteam van de Universiteit van Syracuse.